# Округ Нојнкирхен
Нојнкирхен је област (Kreis) у средини државе Сар, у Немачкој. Суседне области су Санкт Вендел, Кусел, Сарпфалц, Сарбрикен, Сарлуј.
Њено име Neunkirchen на немачком језику значи девет цркава.

## Историја
Област Отвајлер је створена 1814. Међутим, њена историја се може пратити од 1545, када је основана као Хершафт Отвајлер (Herrschaft Ottweiler), а касније је била Амт Отвајлер (Amt) и Оберамт Отвајлер (Oberamt Ottweiler), и током Наполеонских ратова Кантон Отвајлер (Kanton Ottweiler). Две године након што је основана, призната је, 1816, одредбама Бечког конгреса. 1866, је пропао покушај да се главни град области премести у Нојнкирхен. 1974, области су реорганизоване, али је највећа промена била промена главног града, а самим тим и имена у Нојнкирхен. Неки делови администрације су остали у Отвајлеру.

## Географија
Цела област се налази у индустријској зони, чији је центар у Сарбрикену. Налази се на обе стране реке Блис, главне притоке реке Сар.

## Разно
Од 1985, област се понекад назива Област ружа, због много ружичњака који се могу видети у овој области. Чак се сваке године проглашава краљица ружа. 

## Грб
| Грб Нојнкирхена | На горњем делу грба се налази лав Насауа, јер је облашћу владала једна грана куће Насау (Насау-Сарбрикен, касније Насау-Отвајлер). На доњем делу се налазе главни симболи два највећа града у области, ружа Отвајлера и точак Нојнкирхена. |

## Градови и општине
| Градови                   | Општине                                                                |
| ------------------------- | ---------------------------------------------------------------------- |
| 1. Нојнкирхен 2. Отвајлер | 1. Епелборн 2. Илинген 3. Мерхвајлер 4. Шифвајлер 5. Шпизен-Елферзберг |